# Jürgen Geiger
Jürgen Geiger (* 19. Mai 1959 in Herbolzheim) ist ein ehemaliger deutscher Geräteturner.

## Werdegang
Geiger spielte im Jugendalter Fußball und Handball, ehe er von seinem Lehrer und späteren langjährigen Trainer Horst Mesel für das Turnen entdeckt wurde. Er turnte für den TV Herbolzheim. Bei seiner ersten Weltmeisterschaftsteilnahme im Jahr 1979 wurde Geiger mit der bundesdeutschen Riege Siebter im Mannschaftsmehrkampf. Bei der WM 1981 kam er mit der BRD-Riege auf den sechsten Platz, im Einzelmehrkampf erreichte er den 19. Platz. Er turnte ebenfalls bei der WM 1983 (Achter im Mannschaftsmehrkampf, 23. im Einzelmehrkampf)
Geiger nahm 1984 an den Olympischen Sommerspielen teil. Bei den Spielen in Los Angeles wurde er mit der Riege der Bundesrepublik Deutschland Vierter, im Einzelmehrkampf war er als Zehnter bester Europäer.
Deutscher Meister wurde Geiger 1982 und 1983 im Mehrkampf, 1982 am Barren, 1982 am Seitpferd, 1982 an den Ringen (Gleichstand mit Andreas Aguilar), 1981 (Gleichstand mit Volker Rohrwick), 1982 und 1983 am Boden und 1981 am Reck.
Geiger schloss eine Ausbildung als Einzelhandelskaufmann ab, studierte Betriebswirtschaftslehre und wurde beruflich in leitender Stellung im Einzelhandel tätig. 2017 wurde er Vorsitzender des TV Herbolzheim. In der Kommunalpolitik wurde er für die FDP tätig und wurde Mitglied des Gemeinderats der Stadt Herbolzheim.